# Mirabello
Mirabello là một đô thị ở tỉnh Ferrara, vùng Emilia-Romagna của Italia, nằm ở vị trí cách khoảng 35 km về phía bắc của Bologna và khoảng 12 km về phía tây của Ferrara. Tại thời điểm ngày 31 tháng 12 năm 2004, đô thị này có dân số là 3.407 người và diện tích là 16,1 km².
Mirabello giáp các đô thị: Bondeno, Poggio Renatico, Sant'Agostino, Vigarano Mainarda.